# Anastathes biplagiata
Anastathes biplagiata är en skalbaggsart som beskrevs av Charles Joseph Gahan 1901. Anastathes biplagiata ingår i släktet Anastathes och familjen långhorningar.
Artens utbredningsområde är Laos. Inga underarter finns listade i Catalogue of Life.